# The Adventures of Pussycat
The Adventures of Pussycat foi uma revistas em quadrinhos one-shot erótica impressa em preto e branco, a qual acompanhava diversas revistas do estilo men's adventure magazines. Foi publicada pela Magazine Management Company de Martin Goodman no ano de 1960.